# Kappelkinger
Kappelkinger é uma comuna francesa na região administrativa de Grande Leste, no departamento de Mosela. Estende-se por uma área de 8,58 km². Em 2010 a comuna tinha 403 habitantes (densidade: 47 hab./km²).